# Moosalbtal

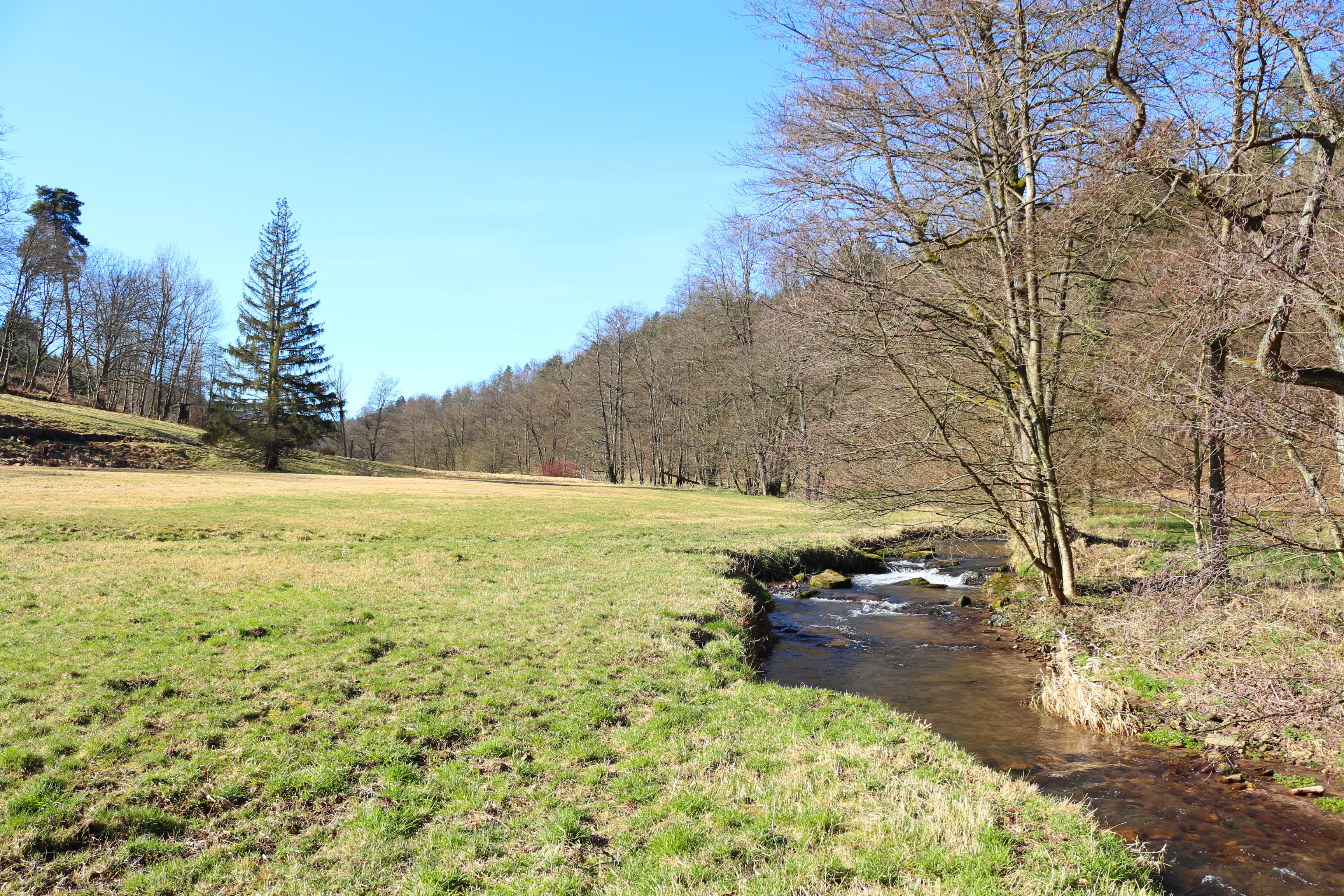
Das frühere Landschaftsschutzgebiet im Jahr 2014

Das Moosalbtal war ein 136 Hektar großes Landschaftsschutzgebiet auf dem Gebiet der Stadt Ettlingen und der Gemeinden Malsch und Marxzell im Landkreis Karlsruhe in Baden-Württemberg. Es wurde am 4. November 1940 ausgewiesen. Mit der Ausweisung des Naturschutzgebiets Albtal und Seitentäler und des Landschaftsschutzgebiets Albtalplatten und Herrenalber Berge am 1. Juni 1994 wurde die Verordnung aufgehoben und das Landschaftsschutzgebiet in die neuen Schutzgebiete integriert.
Es umfasste das Tal der Moosalb von der Landkreisgrenze bei Völkersbach bis zu deren Mündung in die Alb.